# Cellier-du-Luc
Cellier-du-Luc är en kommun i departementet Ardèche i regionen Auvergne-Rhône-Alpes i sydöstra Frankrike. Kommunen ligger  i kantonen Saint-Étienne-de-Lugdarès som ligger i arrondissementet Largentière. År 2022 hade Cellier-du-Luc 91 invånare.

## Befolkningsutveckling
Antalet invånare i kommunen Cellier-du-Luc
Referens: INSEE